# Au crépuscule de l'Empire
Au crépuscule de l’Empire  — Thrones, Dominations dans l'édition originale britannique — est un roman policier amorcé, puis abandonné en 1936 par Dorothy L. Sayers. Le manuscrit, accompagné de notes, a été repris et complété par Jill Paton Walsh, puis publié en 1998.  Ce roman posthume permet de donner une ultime aventure au couple formé par Lord Peter Wimsey, l’aristocrate détective amateur, et Harriet Vane, son épouse et auteure de roman policier.

## Résumé
Après leur lune de miel mouvementée (narrée dans Noces de crime), les Wimsey rentrent en Angleterre. Ils découvrent le tout Londres secoué par la mort de George V en janvier 1936 et inquiet de la montée du nazisme en Allemagne. 
En ces temps difficiles, les Wimsey fréquentent volontiers les sympathiques Harwell. Riche investisseur du milieu de la scène, Laurence Harwell a épousé deux ans plus tôt sa femme Rosamund, dont le père, ruiné, avait perdu sa réputation en étant incarcéré pour fraude. 
Un jour, le cadavre de Rosamund est découvert dans la maison de campagne des Harwell. Appelé sur les lieux par la police, Lord Peter parvient non sans peine à faire parler le mari inconsolable. Le héros apprend du même coup que des soupçons pèsent sur Claude Amery, un écrivain à succès qui a toujours été amoureux de Rosamund, et sur Gaston Chaparelle, un peintre en vue qui a déjà fait le portrait de la défunte.  Pendant que les tensions familiales s’enveniment chez les Wimsey à cause de l’attitude résolument moderne de Harriet qui déplaît à sa belle-sœur, la Duchesse de Denver, Lord Peter a fort à faire pour débrouiller cette énigme plus complexe qu'il n'y paraît.

## Personnages
- Lord Peter Wimsey : aristocrate et détective amateur.
- Lady Peter Wimsey, née Harriet Vane : femme du précédent et auteur de roman policier.
- Mervyn Bunter : fidèle valet de Lord Peter.
- Inspecteur en chef Charles Parker : responsable de l’enquête et ami de Lord Peter.
- Laurence Harwell : riche investisseur du milieu de la scène.
- Rosamund Harwell : femme du précédent et fille d’un  homme ruiné par une fraude.
- Mr Warren : père de Rosamund.
- Claude Amery : Écrivain et dramaturge prometteur. Amoureux déçu de Rosamund.
- Gaston Chaparelle : Portraitiste bien connu de la riche société londonienne.
- Hope Fanshaw : Photographe et femme d’affaires, aimée de Bunter.
- Gloria Tallant : jeune actrice ambitieuse, voisine à la campagne des Hartwell.
- Le Duc et la Duchesse de Denver : frère aîné de Lord Peter et sa femme.
- Honoria Lucasta, duchesse douairière de Denver : mère de Lord Peter.

## Éditions
Édition originale en anglais
- (en) Dorothy L. Sayers, Thrones, Dominations, Londres, Hodder & Stoughton, 1998

Éditions françaises
- (fr) Dorothy L. Sayers (auteur) et Isabelle Maillet (traducteur), Au crépuscule de l’Empire [«  Thrones, Dominations »], Paris, Éditions du Masque, 1999, 243 p. (BNF 32607226)
- (fr) Dorothy L. Sayers (auteur) et Isabelle Maillet (traducteur), Au crépuscule de l’Empire [«  Thrones, Dominations »], Paris, Librairie générale française, coll. « Le Livre de poche no 14903 », 2000, 378 p. (BNF 37115525)